# Ysrael Zúñiga
Herlyn Ysrael Zuñiga Yañez (ur. 27 sierpnia 1976 w Limie) – peruwiański piłkarz występujący na pozycji napastnika. Zawodnik klubu FBC Melgar

## Kariera klubowa
Zúñiga zawodową karierę rozpoczynał w 1998 roku w zespole FBC Melgar. Spędził tam 2 sezony. Na początku 2000 roku trafił do angielskiego Coventry City z Premier League. W 2001 roku spadł z nim do Division One. W Coventry grał jeszcze przez rok. W 2002 roku odszedł do meksykańskiego Cruz Azul Hidalgo. Jego barwy reprezentował przez rok.
W 2003 roku Zúñiga podpisał kontrakt z argentyńskim Estudiantes La Plata. Po roku spędzonym w tym klubie, wrócił do Peru, gdzie został graczem ekipy Universitario de Deportes. W 2005 roku przeszedł do Atlético Universidad. Jednak jeszcze w tym samym roku odszedł do Sportingu Cristal i zdobył z nim mistrzostwo Peru. W 2007 roku ponownie trafił do FBC Melgar, gdzie tym razem spędził jeden sezon.
W styczniu 2008 roku Zúñiga podpisał kontrakt z tureckim Bursasporem. W Süper Lig zadebiutował 13 stycznia 2008 roku w zremisowanym 1:1 pojedynku z Denizlisporem. 16 lutego 2008 roku w zremisowanym 2:2 spotkaniu z Belediyesporem strzelił pierwszego gola w Süper Lig. W Bursasporze grał przez rok.
Na początku 2009 roku wrócił do Melgaru, a w 2010 roku przeszedł do zespołu Juan Aurich.

## Kariera reprezentacyjna
W reprezentacji Peru Zúñiga zadebiutował 17 czerwca 1999 roku w zremisowanym 3:3 towarzyskim meczu z Kolumbią. W tym samym roku został powołany do kadry na Copa América. Na tym turnieju, zakończonym przez Peru na ćwierćfinale, zagrał w meczach z Boliwią (1:0) i Meksykiem (3:3, 2:4 w rzutach karnych). W spotkaniu z Boliwią strzelił gola, a także otrzymał czerwoną kartkę.
W 2000 roku Zúñiga wziął udział w Złotym Pucharze CONCACAF. Wystąpił na nim w pojedynkach z Haiti (1:1) i Stanami Zjednoczonymi (0:1). W meczu z Haiti zdobył także bramkę. Z tamtego turnieju Peru odpadło w ćwierćfinale.
W 2007 roku Zúñiga po raz drugi uczestniczył w Copa América. Podczas tamtego turnieju, zakończonego przez Peru na ćwierćfinale, wystąpił w spotkaniach z Wenezuelą (0:2), Boliwią (2:2) oraz Argentyną (0:4).